# Flattop Island
Flattop Island – mała niezamieszkana wyspa należąca do Archipelagu Arktycznego, znajdująca się w regionie Kivalliq, Nunavut, Kanada. Położona jest ok. 26 km na południowy zachód od osady Whale Cove.